# Emma McClarkin

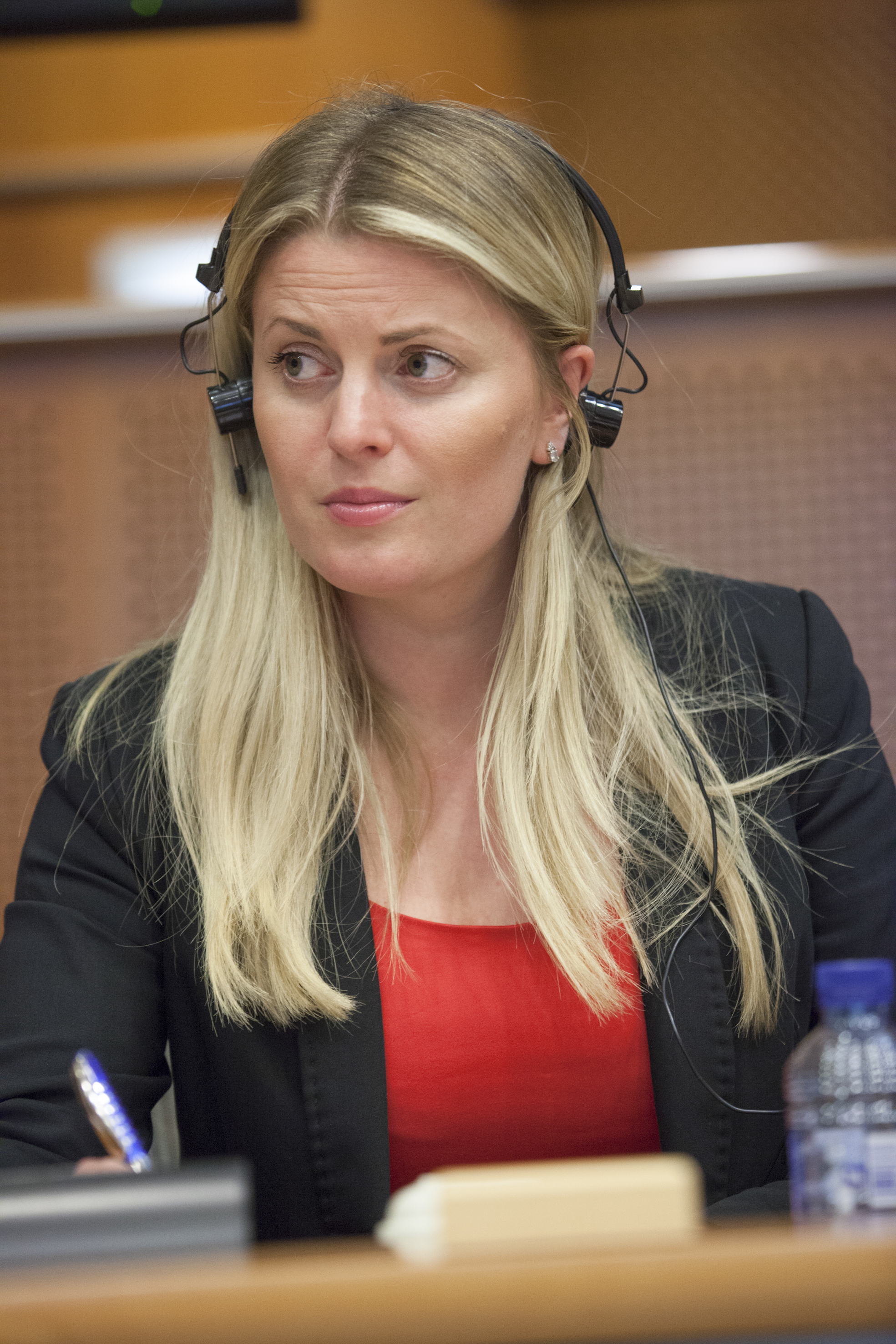
Emma McClarkin, 2012

Emma McClarkin (* 9. Oktober 1978 in Stroud, Gloucestershire) ist eine britische Politikerin der Conservative Party.

## Leben
Nach ihrer Schulzeit an der Stroud Girls High School studierte McClarkin an der Bournemouth University Rechtswissenschaften und erhielt nach ihrem Studienende eine Anstellung bei einer Kanzlei. Neben ihrem Beruf engagierte sich McClarkin politisch und wurde Mitglied der Conservative Party. McClarkin gelang 2009 der Einzug als Abgeordnete für East Midlands in das Europaparlament. Mit ihrem Alter von 30 Jahren ist McClarkin die jüngste britische Europaparlamentsabgeordnete.